# 水妖

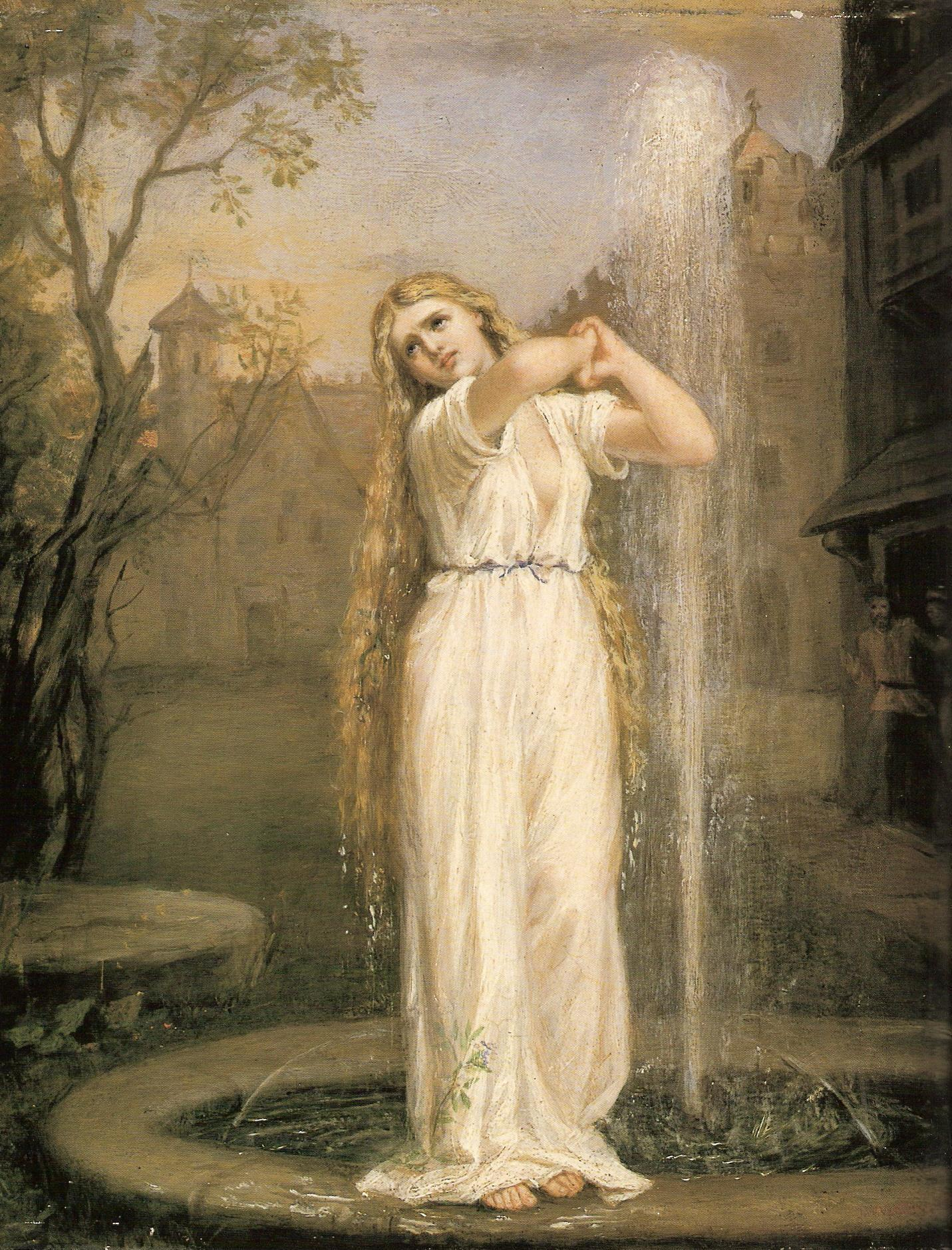
ジョン・ウィリアム・ウォーターハウス「オンディーヌ」

水妖（すいよう、みずあやかし）とは、川や湖、海などに水辺に住む水の妖精・妖怪・怪物のこと。
water maid（水の乙女）という異名があるようにウィンディーネやローレライ（一般的には淡水に住む者とされるが、マーメイド・セイレンなど海に住む者を含む場合もある）など美しい女性の姿をしていることが多く、その美貌と美しい歌声で若い男性を誘って海に沈めたり、乗船を難破させたりすると考えられている。
ただし、世界には様々な水妖が存在し、ヨーロッパにおける水妖の祖とされているギリシア神話のプローテウスも普段は男性の姿であったとされており、日本の河童も水妖の一種である。日本の古典『今昔物語集』では、池の近くに身長約3尺（約90センチメートル）の老人が現れ「水の精（みづのたま）」と名乗る話がある。また、馬や牛、蛇の姿で出没するものも存在する。